# 호아킨 라리베이
호아킨 오스카르 라리베이(스페인어: Joaquín Oscar Larrivey, 1984년 8월 20일 ~ )는 아르헨티나의 축구 선수로, 포지션은 중앙 공격수이다. 2023년 현재 이탈리아 세리에 B의 코센차 칼초에서 활약하고 있다.
그의 별명은 가브리엘 바티스투타와 흡사하다 하여, 엘 바티(스페인어: El Bati)라 불린다. 호아킨 라리베이는 유럽 연합 여권을 소지하고도 있다.

## 선수 생활
호아킨 라리베이는 CA 우라칸에서 축구를 시작하였다. 우라칸에서 빠르게 성장하여, 1군의 중요 선수가 되어 크게 활약하였다. 2007년 라리베이는 이탈리아 세리에 A의 칼리아리 칼초와 4년 계약을 맺고 이적하였다. 그러나 칼리아리에서 자리를 잡는 데에 실패하며, 2009년 2월 12일 라리베이는 아르헨티나 프리메라 디비시온의 벨레스 사르스피엘드로 임대되었다. 이른 시기에 벨레스에서의 첫 골이 터졌으나 이후 잠잠해진 라리베이는 6개월 후에 원소속팀 칼리아리로 돌아가게 되었다. 1년 후 CA 콜론으로 다시 임대를 떠났다.
2011년 호아킨 라리베이는 칼리아리에 다시 돌아왔고, 해당 시즌에는 1군 경쟁에서 이겨냈다. 알레산드로 마트리가 유벤투스 FC로 떠나며, 9번을 달고 네네와 함께 투톱을 이루어 활약하였다. 2012년 8월 21일 UC 알비노레페와의 코파 이탈리아 경기에서 해트트릭을 달성하였다. 이 코파 이탈리아에서의 기록은 칼리아리의 전설 루이지 리바와 라리베이만이 가지고 있는 기록이 되었다. 2012년 11월 28일 라리베이는 자유 계약으로 팀을 떠났다.
2012년 12월 17일 라리베이는 멕시코의 아탈란테 FC로 이적하였다. 칠레의 에스테반 파레데스와 호흡을 맞추었으며, 1월 27일 치아파스를 상대로 팀에서의 첫 득점에 성공하였다.